# Lulu Ziegler
Lulu Ziegler (egentlig Karen Margrethe Maria Ziegler-Andersen, født 18. april 1903 i Sorø, død 14. november 1973 i København) var en dansk skuespillerinde og visesangerinde. 
Hun blev student i 1921 og debuterede på Studenterscenen i 1926. Ziegler var begejstret over Sovjets nye kulturpolitik og blev elev hos Svend Methling på Det Ny Teater, hvor hun første gang optrådte i 1930 som Jenny fra bordellet i Laser og Pjalter. I et par sæsoner var hun knyttet til Betty Nansen Teatret. Det blev afgørende for Lulu Ziegler, at hun giftede sig med sceneinstruktøren Per Knutzon. De var begge politisk venstreorienterede kunstnere og blev venner med den landflygtige Bert Brecht. I 1935 var Lulu Ziegler med i urpremieren på hans stykke om raceproblemer, Die Rundköpfe und Spitzköpfe. Senere var hun Polly i Laser og Pjalter på Riddersalen, hvor hendes mand var direktør. Her spillede hun adskillige andre roller, såsom Op og ned med Jeppe (kendt for linjen "Livet er en dum linje 18, hvor enhver er medpassager") og i andre revyer med tekster af Poul Henningsen. 
Alligevel slog Ziegler aldrig rigtigt igennem som teaterskuespillerinde. Visesangen blev i stedet grundstammen i hendes karriere. Blandt hendes mest kendte fremførte viser kan nævnes Ved kajen, Den sidste turist i Europa skrevet af Mogens Dam (med den kendte linje "Jeg vil ikke tro, at alt nu er ruiner, kun en gold arena for den næste krig") og Mandalay, for blot at nævne nogle få titler fra hendes omfattende repertoire. Hun lavede en lang række grammofonindspilninger. Hun åbnede sin egen kabaret i 1940, som måtte lukke efter et par år på grund af vanskelighederne under krigen. Under en turné i Norge i oktober 1946 omtaltes i avisartikler, at hun i over et år havde optrådt i norske militærforlægninger og "spredt lys og humør med sin sang". Det samme gjorde hun uden betaling for norske fanger, der kom tilbage fra tyske koncentrationslejre. Ziegler engagerede sig under turneen i Norge også imod statsskatten på 20 %, som Stortinget i juni 1946 indførte for koncerter med udenlandske kunstnere. 
Ziegler nåede at indspille ganske få spillefilm, af hvilke kan nævnes Der var engang en vicevært (1937), Fireogtyve timer (1951) og Mig og Mafiaen (1973) samt kortfilmen En hyldest til de gamle, eller: Satie i høj sø (1974).
. 
Hun var gift tre gange, og er mor til skuespilleren og instruktøren Lars Knutzon.
Ziegler er begravet på Søllerød Kirkegård.